# André Baron
André Baron foi um engenheiro, jornalista e ativista nacionalista  Francês. Ele também é conhecido como pseudônimo  'Louis Dasté' , anagrama de Laus sit Deo .

## Vida
Antidreyfusard, ele estava perto da Ligue de la patrie française (liderada em particular por Jules Lemaître e François Coppée) e depois pela l'Action française. Fundou vários jornais anti-maçônicos, com o ex-maçom e militante monarquista Paul Copin- Albancelli.

## Teses
Baron é o autor de vários panfletos que denunciam a ação que ele atribui a sociedades secretas no exército francês e no Estado francês da Terceira República. Ele apontou os vínculos entre a alvenaria e o [Martinismo], inspirados por Louis Claude de Saint-Martin e o povo iluminado da Baviera durante a Revolução Francesa. Ele denunciou a vontade da [ditadura] dos iniciados na loja de um leigo, bem como a aquisição direta da loja maçônica Os amigos se reuniram nos crimes do Terror. Segundo Baron, o assassinato de King Gustav III da Suécia foi patrocinado pelos maçons, assim como o de Gabriel Syveton em seguindo affair des indexes, um dia antes de seu julgamento pelo tapa no maçom geral Louis André.

## Ensaios
- "A Maçonaria desmascarada", 1899 (The Dreyfus Affair and Freemasonry).
- Maçonaria e Terror , 1904.
- Sociedades secretas, seus crimes desde os iniciados de Ísis até os maçons modernos disponível em Gallica

Marie-Antoinette e a trama maçônica. Paris, Renaissance Renaissance, 1910.
- Estado atual da Maçonaria na França , Editora: Paris: Maison de la Bonne Presse, 1898
- "O Exército e a Maçonaria", A. Pierret, 1899.
- Sociedades Secretas e os Judeus , Renascença Francesa, 1912
- Gangrena maçônica , com François Coppée, editor A. Pierret, 1899
- O heroísmo hereditário das mulheres francesas , prefácio de Jules Lemaître, editor: secretariado central da Liga Patriótica das mulheres francesas, 1904.